# 倪允邁
倪允邁（?—?），贵州黎平平茶所人，清朝政治人物，同進士出身。

## 生平
乾隆二十八年（1763年）癸未科三甲進士，榜名雲邁。历官湖南桑植縣知縣。乾隆四十四年（1779年）二月，出任湖南永順府龍山縣知縣。事亲克孝，博雅多通，年老仍然好学。著有《果园课艺》。人服其纯正。